# Fiordo Moray
El fiordo (o estuario o ría) de Moray (en inglés, Moray Firth; en gaélico escocés, An Cuan Moireach o Linne Mhoireibh) es un fiordo del mar del Norte, localizado en la costa nororiental de Escocia.
Es el fiordo más grande de Escocia, más o menos triangular, y su límite exterior está definido por una línea que une Duncansby Head (cerca de John O 'Groats) en el norte (en Highland), hasta Fraserburgh, en el sur (en Aberdeenshire). Interiormente, el fiordo llega hasta Inverness (capital del área concejil de Highland) y luego continua más al oeste en el fiordo interior de Beauly Firth. El fiordo de Moray tiene costas en tres áreas concejiles (council areas): Highland, en el oeste y sur; y Highland, Aberdeenshire y Moray, en el sur. El fiordo cuenta con más de 800 kilómetros (unas 500 millas) de costa, muchos de ellos de acantilado. 
El geógrafo Claudio Ptolomeo mencionó que en la antigua Britania ambos lados del fiordo eran ocupado por el grupo tribal de los Decantae. 

## Geografía

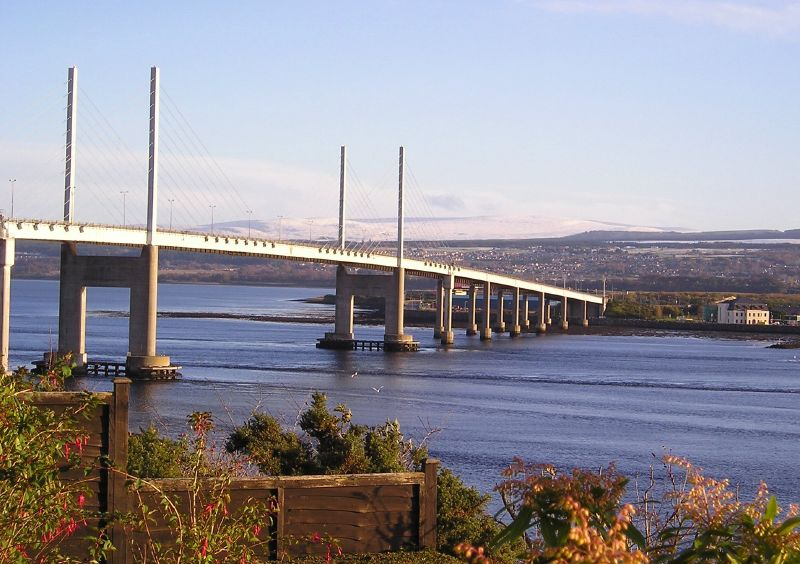
El puente Kessock Bridge, en el interior del fiordo de Moray, que une Inverness y North kessock, y que marca el inicio del Beauly Firth.

Varios ríos desembocan en el fiordo de Moray, como el río Ness y el río Spey. Hay varios fiordos, bahías y estuarios en el fiordo, como los fiordos de Cromarty y Dornoch. El Pentland Firth tiene su boca oriental en el límite septentrional del fiordo de Moray. 
El fiordo de Moray está formado por dos fiordos, el fiordo interior de Moray (Inner Moray Firth), que es tradicionalmente conocido como el fiordo de Inverness (Firth of Inverness), y el fiordo exterior de Moray (Outer Moray Firth ), que está mucho más abierto a las aguas del mar del Norte. El nombre de «Firth of Inverness» rara vez se encuentran en los mapas modernos, pero se extendía desde el Beauly Firth, en el oeste, hasta punta Chanonry, en el este. 
El interior del fiordo de Moray es visible desde distancias considerables, incluyendo una vista desde el este, en la lejanía, desde el monumento prehistórico de Longman Hill.

## Conservación y economía

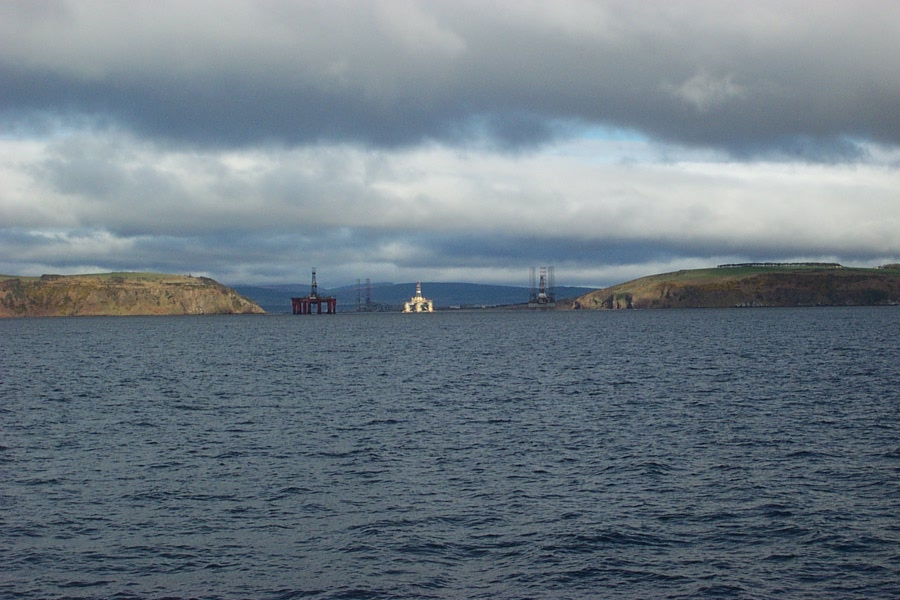
Entrada al fiordo de Cromarty, desde aguas del fiordo Moray, con una plataforma petrolífera.

El fiordo de Moray es uno de los lugares más importantes en la costa del Reino Unido para la observación de delfines y ballenas. Las especies más comunes son el delfín mular y la marsopa y hay avistamientos ocasionales de delfín común y ballena de Minke. La popular zona de observación de vida salvaje situada en punta Chanonry muestra algunos espectacular avistamientos de delfines en el fiordo interior de Moray. También hay centros de visitantes en Spey Bay y North Kessock dirigidos por la Sociedad de Conservación Ballena y Delfín («Whale and Dolphin Conservation Society»), donde puede ser vistos a menudo delfines y otros animales salvajes.

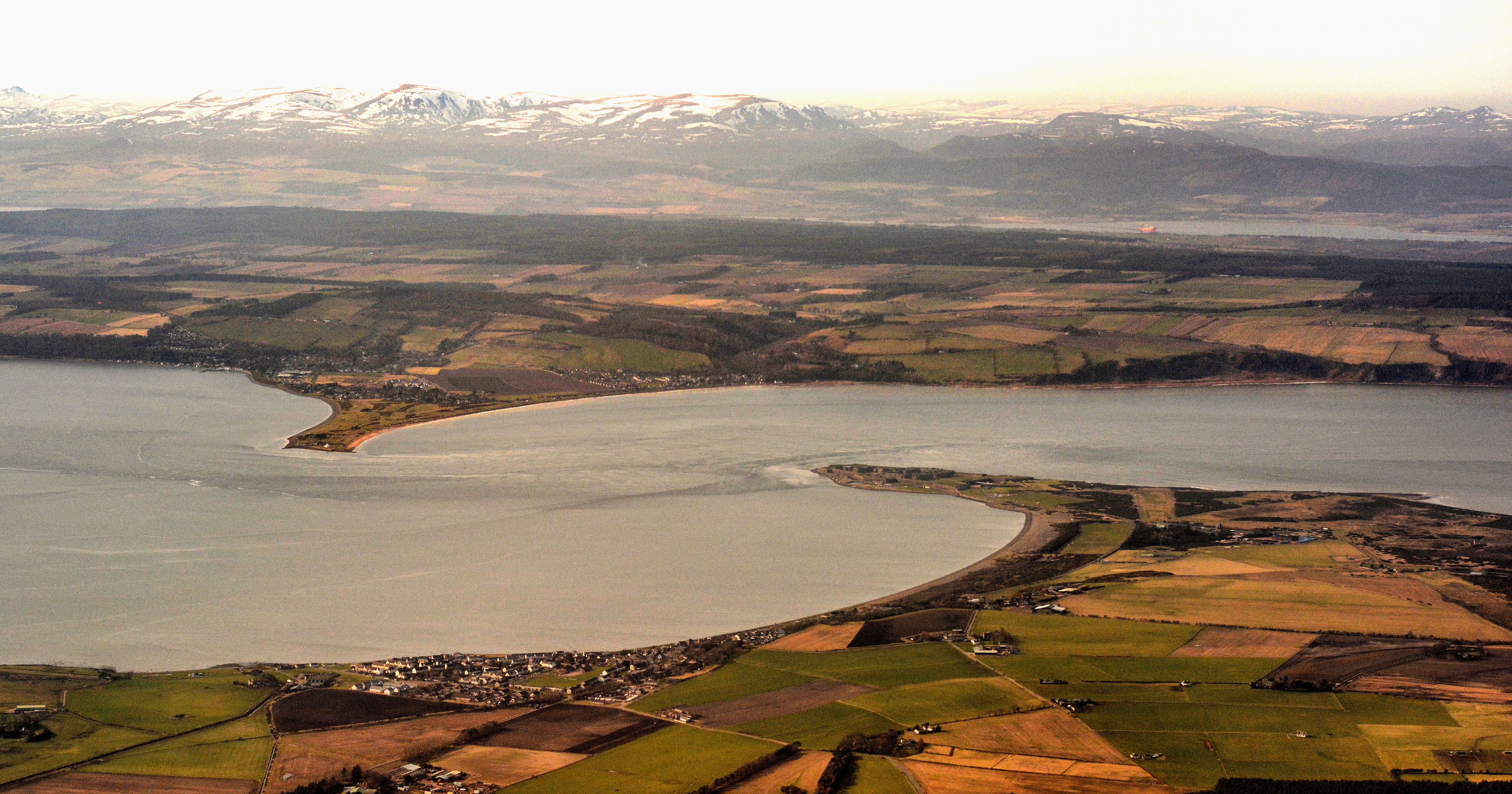
Sección del fiordo entre Chanonry Point y Fort George

También es una importante zona de yacimientos de petróleo y de pesca. El campo petrolífero de Beatrice, en el fiordo exterior de Moray es el yacimientos de petróleo más cercano del mar del Norte. Además, en 2004 se planeó un parque eólico de 200 turbinas en aguas profundas. Gran parte de la industria pesquera se centra en la vieira y la cigala. 
La zona interior del fiordo (Inner Moray Firth) está designada como una Zona de Especial Protección para fines de conservación de vida silvestre.